# Aish HaTorah
Aish HaTorah (en hebreo: אש התורה, lit.:Fuego de la Torá) es una organización judía y una yeshivá ortodoxa ubicada en la ciudad de Jerusalén.

## Historia
La yeshivá Aish HaTorah fue establecida en Jerusalén por el Rabino Noah Weinberg en 1974, después de que este abandonara la yeshivá Ohr Somayach, de la que había sido cofundador anteriormente. La organización trabaja para involucrar a los jóvenes judíos en el estudio y el descubrimiento de su patrimonio. La organización se ha expandido por el mundo y actualmente ofrece cursos educativos para jóvenes adultos.

## Filosofía
Aish HaTorah sigue la tradición de las yeshivás lituanas de Europa Oriental. El Rabino Weinberg estudió en una yeshivá lituana, aunque era el nieto de un rabino jasídico. Sus enseñanzas religiosas reflejan la influencia de ambas corrientes del judaísmo. Aish HaTorah se describe a sí misma como una organización pro-Israel, y anima al pueblo judío a visitar Israel y a conectarse con la tierra y con su historia. La misión declarada de la organización es "ofrecer a los judíos de todos los orígenes la oportunidad de descubrir su patrimonio". Aish HaTorah es una organización ortodoxa. Los líderes de la organización han declarado que se oponen a la retirada de los colonos israelíes de Judea y Samaria.

## Nombre
El nombre Aish HaTorah significa literalmente: "El Fuego de la Torá", este nombre está basado en la historia talmúdica del Rabino Akiva, un pastor analfabeto de 40 años, que posteriormente se convirtió en el sabio más famoso de la Mishná. 

## Programas
Aish HaTorah tiene varias sucursales en el extranjero, ofrece seminarios, eventos individuales, grupos de aprendizaje y programas de estudio durante las vacaciones. En la ciudad de Jerusalén, la yeshivá ofrece clases para principiantes y programas de estudio intensivos a tiempo completo para hombres y mujeres judíos de todos los orígenes y con varios niveles de conocimiento. La organización tiene un campus moderno y una terraza con vistas al Monte del Templo. También cuenta con un teatro que ofrece representaciones dramáticas. En 2013 se inauguró un centro sobre la historia judía, que fue diseñado para albergar a 300.000 visitantes al año. Aish HaTorah mantiene un seminario sobre la historia y la filosofía del pueblo judío.